# Rinchen Gyeltshen (Kaiserlicher Lehrer, 1238)
Rinchen Gyeltshen (tibet. Rin chen rgyal mtshan; chinesisch 仁钦坚赞（亦邻真）, Pinyin Renqin Jianzan (Yilinzhen)) (* 1238; † 1279) war ein Halbbruder von Phagpa. Von 1267 bis 1275 war er Oberhaupt der Sakya-Schule des tibetischen Buddhismus. Von 1276 bis 1279 war er Kaiserlicher Lehrer (dishi / ti shri) des Mongolen-Kaisers Shizu (Kublai Khan). Er war als Nachfolger Phagpas die zweite Person in diesem Amt des höchsten Mönchsbeamten der Zentralregierung für buddhistische Angelegenheiten.